# 丁宗宪
丁宗宪（1904年—1961年1月4日），号仲章，山西解县人，为黄埔陆军军官学校第四期步科毕业生。曾任河北省保安旅第三旅旅长、第一一一军第三二〇师师长、第二十五军副军长兼第二六二师师长等职。1948年随傅作义北平和平起义。1949年3月赴绥远，任国防部驻绥部队指挥所少将高级参谋，9月19日，在绥远随绥远省政府主席董其武在包头起义。1951年转业，在河北省水利厅工作。1961年1月，在运城病逝。